# Force of Habit
Force of Habit címmel jelent meg az amerikai Exodus együttes ötödik nagylemeze 1992. augusztus 17-én. A lemezt az Amerikai Egyesült Államokban a Capitol Records adta ki, míg Japánban a Toshiba/EMI gondozásában jelent meg. Az 1997-es Another Lesson in Violence koncertlemezig ez volt az együttes utolsó kiadványa, mivel a megjelenés után rövid ideig feloszlott az Exodus. Következő stúdióalbumuk csak 2004-ben jelent meg Tempo of the Damned címmel. Ez volt az utolsó lemezük, melyen John Tempesta dobolt, valamint az egyetlen melyen Michael Butler basszusjátéka volt hallható. Ez az egyetlen Exodus album melynek a borítóján nem a megszokott klasszikus logó látható. 2008-ban újrakiadást kapott az anyag, melyre felkerült a japán kiadásból származó két bónuszdal. A Fabulous Disaster mellett ez az egyetlen olyan albumuk, melyen több feldolgozás is hallható.
Zeneileg egy kísérletezősebb album született, melyen lassabb és hosszabb szerzemények is helyet kaptak. A korábbi thrash metal stílus mellett, megjelentek a groove metalos felhangok is, igazodva az aktuális zenei áramlatokhoz. Az album egyik központi tétele a több mint 11 perces Architect of Pain, amely a francia író, filozófus De Sade márkiról íródott.

## Fogadtatás
Az anyag megjelenésekor vegyes kritikákban részesült. Az 1990-es évek elejére az Exodus által is képviselt thrash metal már túl volt népszerűsége csúcsán, ezért a legtöbb együttes megpróbálta modernizálni hangzását,  mely folyamat a Force of Habit képében jelent meg az Exodus esetében. Roch Parisien az AllMusic kritikusa három csillaggal jutalmazta a lehetséges ötből, valamint kifejtette, hogy az együttes jelentősen visszavett a dalok tempójából, a mélyebbre hangolt gitárok által kisebb teret engedve a thrash metalnak.
Gary Holt a A heavy metal története című dokumentumfilmben kifejtette, hogy ezt az albumot kedveli a legkevésbé.
A rajongók egy része nem kedvelte a hosszúra sikeredett lemezt, így ez volt az első olyan Exodus album az 1985-ös Bonded by Blood óta, mely nem került be a Billboard 200-as listájába.

## Számlista
| 1.    | Thorn in My Side                                          | 4:06  |
| 2.    | Me, Myself and I                                          | 5:03  |
| 3.    | Force of Habit                                            | 4:19  |
| 4.    | Bitch (The Rolling Stones feldolgozás)                    | 2:48  |
| 5.    | Fuel for the Fire                                         | 6:04  |
| 6.    | One Foot in the Grave                                     | 5:19  |
| 7.    | Count Your Blessings                                      | 7:31  |
| 8.    | Climb Before the Fall                                     | 5:38  |
| 9.    | Architect of Pain                                         | 11:02 |
| 10.   | When It Rains It Pours                                    | 4:20  |
| 11.   | Good Day to Die                                           | 4:48  |
| 12.   | Pump It Up (Elvis Costello & the Attractions feldolgozás) | 3:10  |
| 13.   | Feeding Time at the Zoo                                   | 4:33  |
| 68:41 |                                                           |       |

| 2008-as újrakiadás bónuszai | 2008-as újrakiadás bónuszai | 2008-as újrakiadás bónuszai | 2008-as újrakiadás bónuszai | 2008-as újrakiadás bónuszai | 2008-as újrakiadás bónuszai | 2008-as újrakiadás bónuszai | 2008-as újrakiadás bónuszai | 2008-as újrakiadás bónuszai | 2008-as újrakiadás bónuszai |
| #                           | Cím                         | Hossz                       |                             |                             |                             |                             |                             |                             |                             |
| --------------------------- | --------------------------- | --------------------------- | --------------------------- | --------------------------- | --------------------------- | --------------------------- | --------------------------- | --------------------------- | --------------------------- |
| 14.                         | Crawl Before You Walk       | 3:59                        |                             |                             |                             |                             |                             |                             |                             |
| 15.                         | Telepathetic                | 4:48                        |                             |                             |                             |                             |                             |                             |                             |
| 77:28                       |                             |                             |                             |                             |                             |                             |                             |                             |                             |

## Tagok
- Steve Souza – ének
- Gary Holt – gitár
- Rick Hunolt – gitár
- Michael Butler  – basszusgitár
- John Tempesta – dob

## Közreműködők
- Felvétel: Battery Studió, London, Egyesült Királyság
- Producer és hangmérnök: Chris Tsangarides
- Segéd hangmérnök: Chris Marshall és Sarah Bedingham
- Keverés: Steve Thompson és Michael Barbiero Riversound stúdió, New York, USA
- További felvételek és újrakeverés: Marc Senesac The Plant stúdió, Sausalito, Kalifornia, USA
- Maszter: George Marino, Sterling Sound stúdió, New York, USA
- Borító: Ralph Steadman